# Rœux
Rœux település Franciaországban, Pas-de-Calais megyében. Lakosainak száma 1393 fő (2022. január 1.). Rœux Gavrelle, Fampoux, Pelves és Plouvain községekkel határos.

## Népesség
A település népessége az elmúlt években az alábbi módon változott:
| Lakosok száma | 1456 | 1475 | 1478 | 1446 | 1430 | 1413 | 1404 | 1390 | 1393 |
|               | 2013 | 2015 | 2016 | 2017 | 2018 | 2019 | 2020 | 2021 | 2022 |